# Hirschfelde
Hirschfelde è una frazione della città tedesca di Werneuchen.

## Storia
Il comune di Hirschfelde venne soppresso nel 2003 e aggregato alla città di Werneuchen.